# Tweedieia brevidactyla
Tweedieia brevidactyla is een krabbensoort uit de familie van de Xanthidae. De wetenschappelijke naam van de soort is voor het eerst geldig gepubliceerd in 1998 door Dai & Yang.